# Mjadzelka
Mjadzelka (vitryska: Мядзелка) är ett vattendrag i Belarus.   Det ligger i voblasten Vitsebsks voblast, i den norra delen av landet, 160 km norr om huvudstaden Minsk.
Trakten runt Mjadzelka består till största delen av jordbruksmark. Runt Mjadzelka är det ganska glesbefolkat, med 22 invånare per kvadratkilometer.